# Phorbia cuprea
Phorbia cuprea är en tvåvingeart som först beskrevs av Macquart 1835.  Phorbia cuprea ingår i släktet Phorbia och familjen blomsterflugor.
Artens utbredningsområde är Frankrike. Inga underarter finns listade i Catalogue of Life.